# Сјангтан
Сјангтан (湘潭) град је у Кини у покрајини Хунан. Према процени из 2009. у граду је живело 668.803 становника.

## Становништво
Према процени, у граду је 2009. живело 668.803 становника.
| 1990.   | 2000.   | 2009    |
| ------- | ------- | ------- |
| 500.725 | 662.337 | 668.803 |